# Etretinat
Etretinat ist eine chemische Verbindung aus der Gruppe der Retinoide und das Trimethylmethoxyphenyl-Analogon des Ethylesters der all-trans-Retinsäure, dem Ethylretinoat.

## Gewinnung und Darstellung
Etretinat kann durch eine mehrstufige Reaktion ausgehend von 2,3,5-Trimethylphenol 1 synthetisiert werden.
Nach der Methylierung von 1 zum 2,3,5-Trimethylanisol 2 wird dieses in einer Friedel-Crafts-Alkylierung in Gegenwart von Trifluorboran / Diethylether mit 3-Methyl-1-penten-4-in-3-ol 3 umgesetzt und man erhält neben dem ortho-Isomeren das terminale Alkin 4. Dieses wird mit Butyllithium  in TFH deprotoniert und mit dem Aldehyd 5 zu dem Propargylalkohol 6 umgesetzt. Die selektive Hydrierung der Dreifachbindung mit einem Lindlar-Katalysator führt zu dem Trien 7, das anschließend in einer durch Toluolsulfonsäure katalysierten Dehydratisierung zu einem Isomerengemisch 8 überführt wird. Die Behandlung des Isomerengemischs mit Palladium(II)-nitrat in Acetonitril führt zu einem Gemisch, das nach HPLC zu 65 % Etretinat enthält.

## Eigenschaften
Etretinat ist ein weißes bis gelbes, kristallines Pulver, das praktisch unlöslich in Wasser ist. Es wird im Körper hauptsächlich zu Acitretin metabolisiert. Alkoholkonsum kann dazu führen, dass Acitretin wieder zu Etretinat verstoffwechselt wird. Aufgrund seiner konjugierten Tetraenstruktur kann Etretinat bei Exposition leicht Photoisomerisierungsreaktionen eingehen, wenn es, insbesondere in Lösung, Licht ausgesetzt wird.

## Verwendung
Etretinat ist ein Retinoid der zweiten Generation, das früher systemisch als peroral anwendbares Vitamin-A-Derivat zur Behandlung der Psoriasis und anderen Dyskeratosen eingesetzt, dann aber aufgrund von Teratogenität vom Markt genommen wurde. Etretinat verändert die cAMP-Signalübertragung, die bei Psoriasis gestört sein kann. Bei der Anwendung ist besonders zu beachten, dass Etretinat teilweise extrem lange im Körper gespeichert und im Fettgewebe abgelagert wird. Bei langzeitiger Anwendung wurden Halbwertszeiten von mehr als 100 Tagen gemessen. Eine Schwangerschaft kann erst 2 Jahre nach Beendigung der Therapie mit der Verbindung als risikolos angesehen werden.
Die Verbindung wurde in den 1970er Jahren entwickelt und unter dem Namen Tegison von Roche Laboratories (einer Tochterfirma von Hoffmann-La Roche) im Oktober 1986 für die Behandlung von schwerer, rezidivierender Psoriasis zugelassen.

## Regulierung
Über den Safe Drinking Water and Toxic Enforcement Act of 1986 besteht in Kalifornien seit 1. Juli 1987 eine Kennzeichnungspflicht für Produkte, die Etretinat enthalten.

## Externe Links zu erwähnten Verbindungen
1. ↑  Externe Identifikatoren von bzw. Datenbank-Links zu Ethylretinoat:  CAS-Nr.: 3899-20-5, PubChem: 6505370, ChemSpider: 5005364, Wikidata: Q83064924.
2. ↑  Externe Identifikatoren von bzw. Datenbank-Links zu 2,3,5-Trimethylanisol:  CAS-Nr.: 20469-61-8, EG-Nr.: 243-843-1, ECHA-InfoCard: 100.039.842, PubChem: 88555, ChemSpider: 79900, Wikidata: Q72513911.
3. ↑  Externe Identifikatoren von bzw. Datenbank-Links zu 3-Methyl-1-penten-4-in-3-ol:  CAS-Nr.: 3230-69-1, EG-Nr.: 221-770-6, ECHA-InfoCard: 100.019.791, PubChem: 97815, ChemSpider: 88290, Wikidata: Q72494464.